# Теренггану
Теренггану е щат на Малайзия. Населението му е 1 015 776 души (2010), а има площ от 12 959 кв. км. Административен център е град Куала Теренггану. Пощенските му кодове са в диапазона 20xxx до 24xxx, а телефонния му код е 09. Етническият му състав е: 94,7% малайци, 2,6% китайци, 0,2% индйци и други.